# (100027) Hannaharendt
Pour les articles homonymes, voir Hannah Arendt (homonymie) et Arendt.
(100027) Hannaharendt est un astéroïde de la ceinture principale.

## Description
(100027) Hannaharendt est un astéroïde de la ceinture principale. Il fut découvert le 12 octobre 1990 à Tautenburg par Freimut Börngen et Lutz Dieter Schmadel. Il présente une orbite caractérisée par un demi-grand axe de 2,41 UA, une excentricité de 0,23 et une inclinaison de 1,5° par rapport à l'écliptique.
Il a été nommé Hannaharendt d'après la philosophe allemande Hannah Arendt (1906-1975).

## Compléments